# Кладовище Асистенс
Кладовище Асистенс (данською: Assistens Kirkegård) у Копенгагені, Данія, є місцем поховання багатьох видатних осіб Данії, а також важливою зеленою зоною в районі Ньорребро. Відкрите у 1760 році, воно спочатку було місцем поховання бідних, щоб розвантажити переповнені кладовища всередині обнесеного мурами міста, але під час золотого віку в першій половині XIX століття воно стало модним, і тут поховано багато видатних діячів епохи, таких як Ганс Крістіан Андерсен, Серен К'єркегор, Крістоффер Вільгельм Екерсберг і Крістен Кьобке.
Наприкінці XIX століття, коли кладовище Асистенс стало переповненим, навколо Копенгагена було засновано кілька нових кладовищ, у тому числі кладовище Вестре, але протягом XX століття воно продовжувало приваблювати видатних людей. Серед останніх — лауреат Нобелівської премії фізик Нільс Бор і низка американських джазових музикантів, які оселилися в Копенгагені в 1950-х і 1960-х роках, у тому числі Бен Вебстер і Кенні Дрю.
Asistenskirkegård (що означає «кладовище допомоги») — спочатку загальний термін данською мовою, який використовувався для позначення кладовищ, створених для допомоги існуючим місцям поховання, зазвичай тих, що розташовані в міському середовищі поруч із церквами, і тому по всій Данії можна знайти багато кладовищ з такою назвою.
Кладовище є одним із п'яти, яким керує муніципалітет Копенгагена; інші кладовища: кладовище Вестре, кладовище Бреншой, кладовище Сундбю та кладовище Біспеб'єрг.

## Історія

### Передісторія

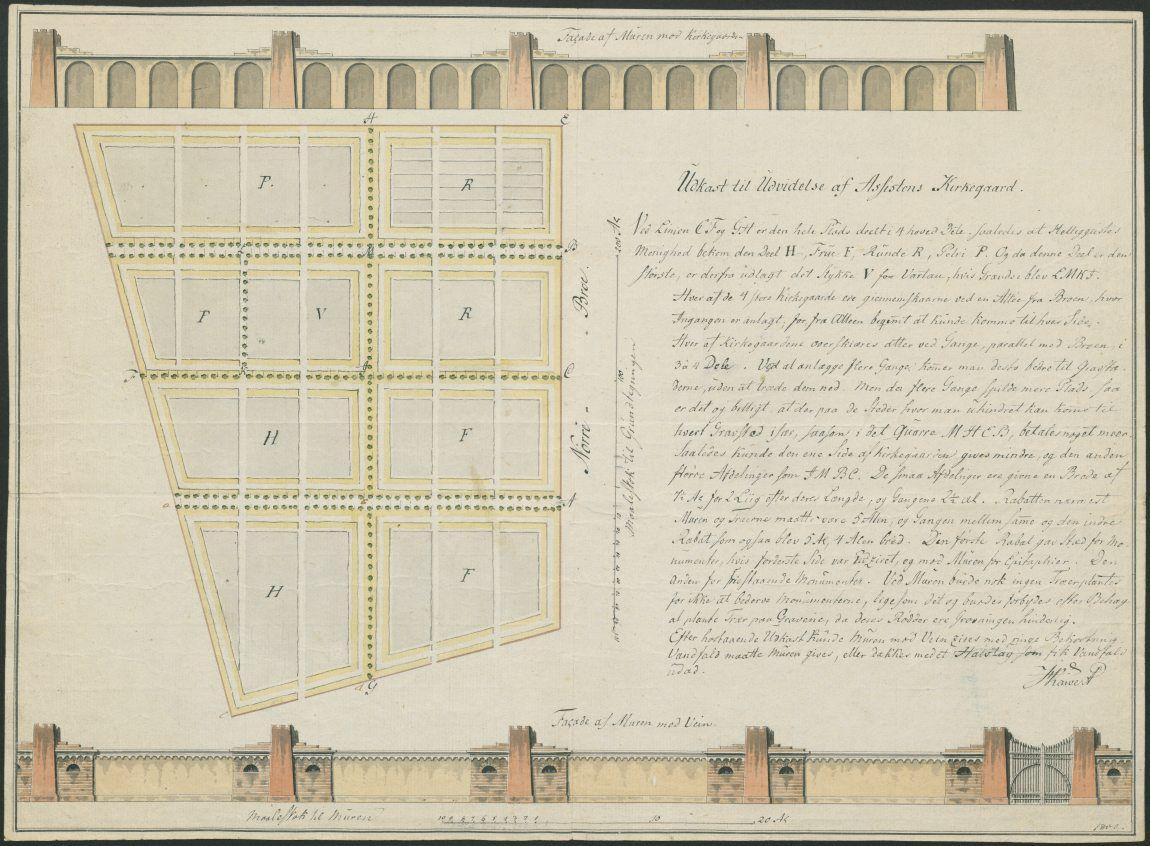
План кладовища 1800 року, автор Йорген Генріх Раверт

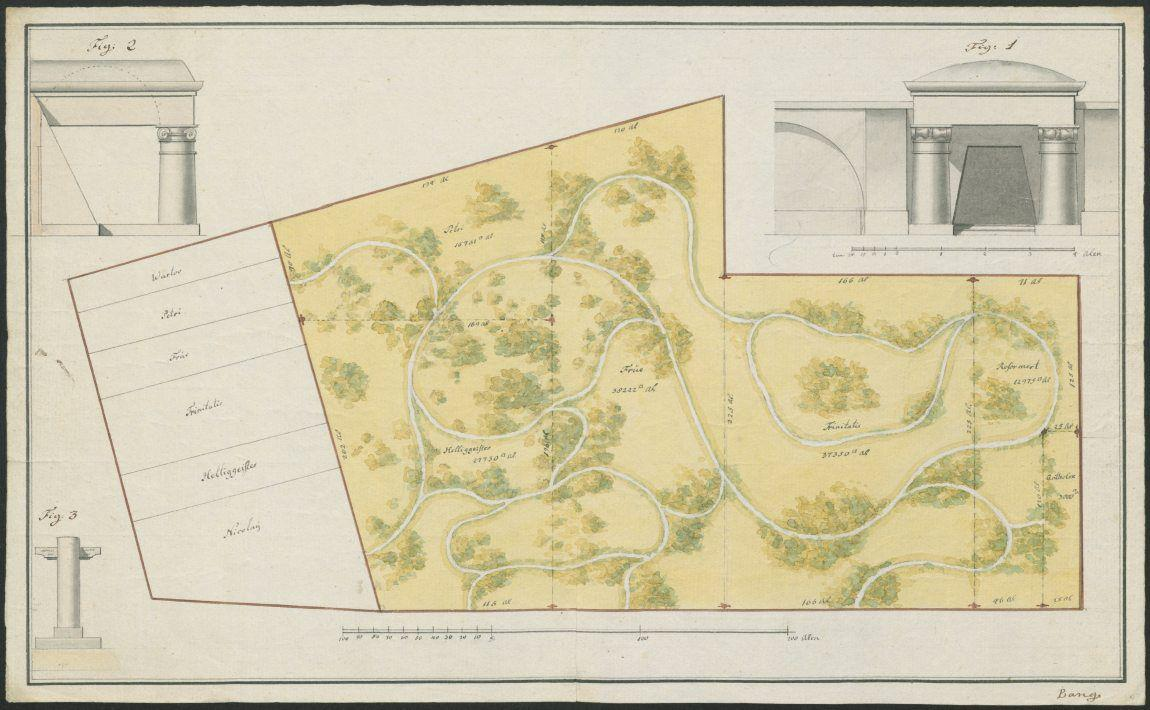
План цвинтаря бл. 1800 р.

У середньовічні часи внутрішні поховання були правилом, хоча зовнішні кладовища поступово ставали все більш поширеними. У 1666 році Військово-морське кладовище Холмен було перенесено зі свого первісного місця біля церкві Холмен на ділянку за Східними міськими воротами, що стало першим місцем поховання, розташованим за межами міста.
Спалах чуми у 1711 році, яка забрала близько 23 000 життів, настільки перевантажила існуючі місця поховань, що іноді на них ставили до п'яти домовин одна над одною. Це призвело до створення п'яти нових кладовищ на периферії міста, але в межах міських стін, а військовий гарнізонний цвинтар було перенесено на ділянку поруч із цвинтарем Хольмен.

### Облаштування нового кладовища
У 1750-х роках ситуація ще більше погіршилася, і в листі від 2 травня 1757 року міська рада запропонувала канцелярії побудувати великий новий цвинтар для парафій міста поза міськими мурами. Після деяких переговорів було вирішено розмістити його за Північними міськими воротами, і 26 травня 1757 року новий об'єкт було закладено королівською грамотою. Новий цвинтар було урочисто відкрито 6 листопада 1760 року. Його обнесли муром, збудованим за проєктом Філіпа де Ланге.
Спочатку кладовище передбачалося як місце поховання бідняків. У 1785 році заможний громадянин, письменник-астроном і перший секретар військової канцелярії Йоганн Самуель Августин зробив особливе прохання бути похованим на цьому кладовищі, зазначивши у своєму кодицилі: "Mein Begräbnis soll auf dem Armen-Kirchhofe vor dem Norderthor seyn, wesfalls ich sehon mit Mr. Simon, der dort Gräber ist, gesprochen habe ". Невдовзі його приклад наслідували інші провідні представники еліти, і цвинтар перетворився на найфешенебельніше місце поховання у місті.

### Популярне екскурсійне місце

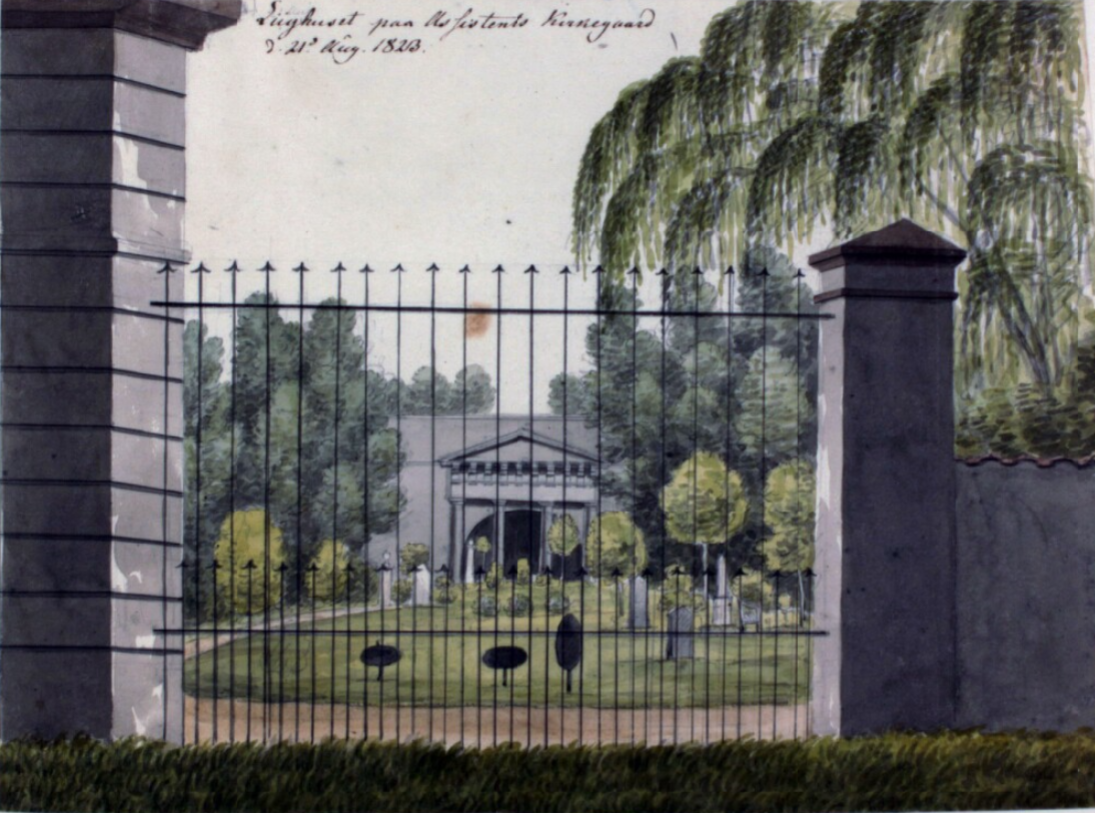
Оле Йорген Раверт: Кладовище Асистенс, 26 серпня 1825

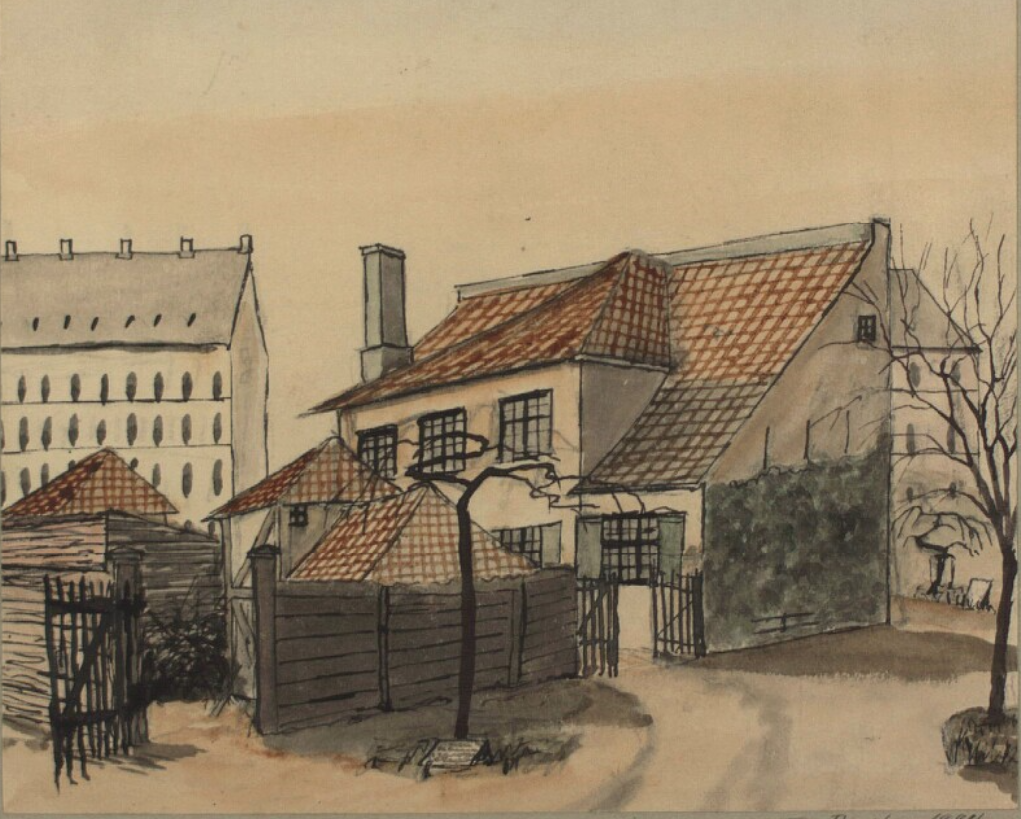
Будинок могильника 1884

Приблизно в той час екскурсії на кладовище з кошиками для пікніка та чаєм стали популярним заняттям серед пересічних мешканців Копенгагена. У своїй розповіді про візит до Копенгагена в 1827 році шведський поет Карл Август Нікандер із теплотою згадує Асистенський цвинтар:
'"Щоб насолодитися ще одним м'якшим, тихішим святкуванням, одного вечора я вийшов через Nørre Port (Північні ворота) на так званий цвинтар Асистенс. Це, безумовно, одне з найкрасивіших кладовищ у Європі. Листяні дерева, темні доріжки, яскраві відкриті квітучі простори, храми, затінені тополями, мармурові гробниці, над якими нависають плакучі верби, урни або хрести, оповиті гронами троянд, пахощі й спів птахів - все це перетворює це місце смерті на маленький рай.— Карл Август Нікандер
Екскурсії іноді переростали в гучні збіговиська, і для запобігання цьому було прийнято законодавство. Комісія, створена у 1805 році, видала інструкції, які забороняли споживання їжі та напоїв, а також музику чи будь-яку іншу веселу поведінку на кладовищі. Могильники, які мешкали на території цвинтаря, повинні були стежити за дотриманням цих обмежень, але, схоже, вони легковажно ставилися до своїх обов'язків. Законодавство від 1813 року забороняло їм продавати алкоголь відвідувачам кладовища. Попри всі ці зусилля, бажаного миру і спокою ще довго не вдавалося досягти. На особливо урочисті похорони збиралися натовпи глядачів, а люди прикрашали стіни цвинтаря, щоб мати кращий огляд. Щоб зменшити кількість відвідувачів, говорили про запровадження плати за вхід, але це так і не було здійснено.

## Асистенський цвинтар сьогодні

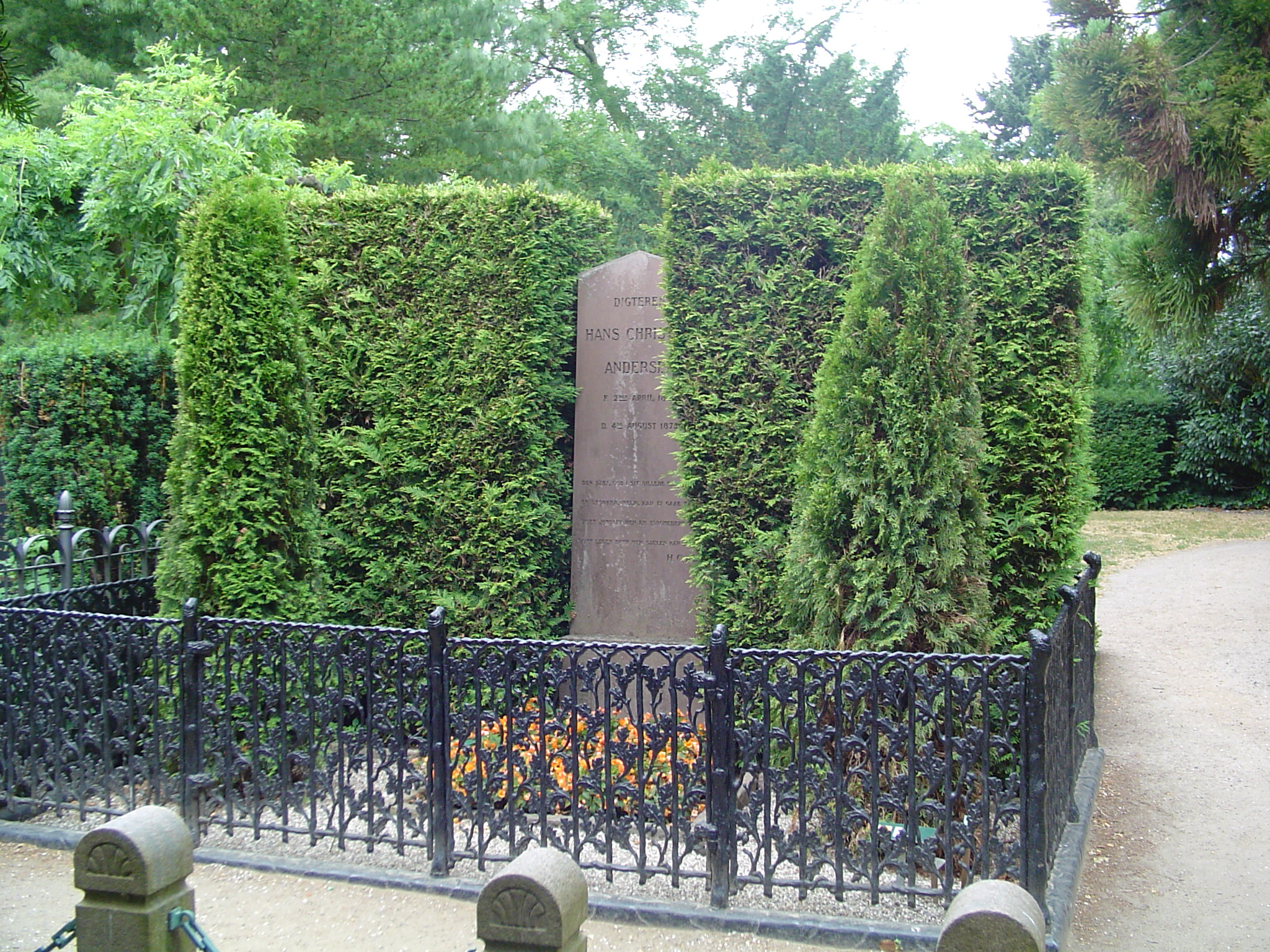
Могила данського письменника Ганса Крістіана Андерсена (замінений меморіальний камінь)

Кладовище все ще служить своєму первісному призначенню як місце поховання, але також є популярним туристичним об'єктом, а також є найбільшою та найважливішою зеленою зоною у внутрішній частині району Ньорребро.
Бувши найбільшою зеленою зоною в Ньорребро, кладовище Асистенс стало улюбленим місцем відпочинку мешканців району. Влітку засмагаючих можна побачити як на самому кладовищі, так і в парку Ганса Тавсенса, що пролягає вздовж південно-західної сторони кладовища.
Цвинтар поділений на секції. Найстаріша частина — секція А — містить могили Серена К'єркегора та художника Крістена Кобке. Секція D присвячена релігійним меншинам і містить римо-католицькі та реформатські могили, а також російські поховання. Секція E — е секція, яка спочатку служила церкві Богоматері.

## Музей Германа Стіллінга
У 2003 році стару стайню в кутку Асистенського кладовища було перетворено на невеликий музей, присвячений письменнику та художнику Герману Стіллінгу, уродженцю району Ньорребро, відомому головним чином тим, що він малював тролів. Окрім постійної експозиції, музей також містить виставковий простір для спеціальних виставок, художню майстерню для дітей та молоді, а також кав'ярню.

## Станція метро
У північному куті кладовища, у напрямку Nørrebros Runddel, знаходиться станція метро Nørrebros Runddel Station. Станція розташована у відділенні G кладовища Асистенс і відкрита у 2019 році.

## Знамениті поховання
- Абелль К'єлль
- Ніколай Абільґор
- Пітер Крістіан Абільдгаард
- Даніель Адзер
- Свенд Аґґерхольм
- Крістіан Айгенс
- Петер Адлер Альберті
- Софі Альберті
- Ганс Крістіан Андерсен (похований на родинній могилі Коллін, але камінь було перенесено на інше кладовище у 1914 році, Стародавнє кладовище Фредеріксберга)
- Карл Хрістофер Георг Андре
- Крістіан Арнцен
- Йоган Самуель Августин
- Oluf Lundt Bang
- Петер Георг Банг
- Крістіан Бастхольм
- Крістіан Баудіц
- Ганс Генріх Баумгартен
- Крістіан Фредерік Бек
- Андреас Петер Берггрін
- Дорте-Марія Бьярнов
- Клаес Бірч
- Г. В. Біссен
- Луї Бобе
- Аллан Бок
- Андреас Боденгофф
- Гертруда Біргітте Боденгофф
- Крістіан Бор
- Гаральд Бор
- Нільс Бор
- Роберт Бойесен
- Річард Бентлі Бун
- Бонапарт Борген
- Вільгельм Август Борген
- Андре Борк
- Фредерік Крістіан Борнеманн
- Матіас Гаструп Борнеманн
- Йоган Генріх Брандеманн
- Ганс Броншнер
- Еміль Банке
- Вільгельм Банке
- Людвіг Бьодтчер
- П. К. Бенеке
- Етта Камерон
- Карен Касперсен
- Петер Атке Кастберг
- John Christensen
- Вілладс Крістенсен
- Ернст Крістіансен
- Андреас Клемменсен
- Могенс Клемменсен
- Крістоф Клоетта
- Крістіан Колбіорнсен
- Юхан Крістіан Северин Даніельсен
- Фердинанд Дідріхсен
- Карен Діссінг
- Фредерік Дрейер
- Кенні Дрю
- Отто Стін Дуе
- Вільям Фредерік Данцфельт
- C.W. Eckersberg
- Ерлінг Еккерсберг
- Єнс Еккерсберг
- Якоб Ейерсбо
- Петер Ельфельт
- Сігурд Елк'єр
- Йоганнес Ервіг
- Отто Евенс
- Петер Фабер (данський телеграфіст).
- Петер Дідрік Вайнрайх Фішер
- Йоган Георг Форхгамер
- Герман Ернст Фройнд
- Астрід Фріс
- Йоганнес Фредерік Фроліх
- Г. Е. К. Гад
- Людвіг Гаде
- Вінченцо Галеотті
- Петер Гемзё
- Йенс Гьодвад
- Емануель Грегерс
- Кен Гудман
- Сьорен Гілдендал
- Х'юго Гілдмарк
- Інгер-Ліз Гаарде
- Стор. К. Хагеманн
- Андреас Галландер
- Сьорен Халлар
- Поул Ганманн
- Крістіан Хансен
- Дагмар Гансен
- Франц Йоганнес Хансен
- Нільс Джейкоб Гансен
- Рудольф Гансен
- Расмус Харбо
- C. Ф. Харсдорф
- Отто Хаслунд
- Свен Гауптман
- Матильда Маллінг Хаушульц
- Анкер Хегорд
- Генрі Гіруп
- Бетті Хеннінгс
- Генрік Геннінгс
- Крістіан Северін Генріхсен
- Крістіан Людвіг Август Герфорт
- Йохан Даніель Герхольдт
- Генрік Герц
- Крістіан Фредерік Гетч
- Георг Гілкер
- Н. П. Хіллебрандт
- Візьми Хінда
- Теодор Хірт
- Анджело Хьорт
- Франц Крістіан Хьорт
- Сьорен Хьорт
- Хольгер-Мадсен
- Георг Холгрін
- Кенні Холст
- Нільс Хенрік Холст
- Фердинанд Хоппе
- C. Ф. Е. Хорнеман
- Еміль Хорнеман
- Крістіан Хорнеманн
- Еміль Хорнеманн
- Єнс Вількен Горнеманн
- Франц Ґотхард Ховіц
- Георг Ховіц
- Chresten Hørdum
- Вальдемар Інгеманн
- Р.П. Іпсен
- Крістен Якобсен
- Палле Якобсен
- Біргер Дженсен
- Фредерік Дженсен
- Вальдемар Дженсен
- Крістіан Магдалус Єсперсен
- Крістіан Магдалус Єсперсен
- Ейнер Йоханссон
- Дж. Ф. Джонструп
- Анрі Олександр Антуан де Домп'єр де Жонк'єр
- Жан Андре Фредерік де Домп'єр де Жонк'єр
- Jens Juel
- Фінн Юл
- Пія Юул
- Єнс Юль
- Карен Йонссон
- Еллен Йоргенсен
- Генріетт Йоргенсен
- Ойген Йоргенсен
- Елізабет Карлінскі
- Асмус Кауфманн
- Серен К'єркегор
- Август Кляйн
- Шарлотта Кляйн
- Вільгельм Кляйн
- Стор. Кнудсен
- Йорген Хансен Кох
- Томас Коппел
- Ларс Андреас Корнеруп
- Бамсе Краг-Якобсен
- Йохан Крон
- Нільс Брок Кроссінг
- Ганс Ернст Кроєр
- Henrik Nikolai Krøyer
- Фрідріх Кулау
- Крістен Кобке
- Юліус Ланге
- Флоріан Ларсен
- Йоганнес Ефраїм Ларсен
- Йорген Ларсен
- Йорн Ларсен
- Кнуд Ларсен
- Едвард Лембке
- Фредерік Л. Леві
- Мартін Ліндблом
- Лео Ліпшиц
- Карл Лундбай
- Бьянко Луно
- Поул де Левенёрн
- Карл Ф. Медсен
- Фін Ейнар Мадсен
- Оскар Медсен
- Йохан Ніколай Мадвіг
- Фіннур Магнуссон
- Пітер Малберг
- Соня Ферлов Манкоба
- Енн Марі «мадам» Мангор
- Пітер Маріагер
- Софус Марстранд
- Троельс Марстранд
- Вільгельм Марстранд
- Ганс Лассен Мартенсен
- Антон Мельбай
- Лауріц Мельхіор
- Аксель Майєр
- Фріц Майєр
- Адам Людвіг Мольтке
- Кейт Мундт
- Адам Мюллер
- Якоб Пітер Мінстер
- Альфред Мьоллер
- Аксель Мьоллер
- Карл Мьоллер
- Джулі Мьоллер
- Поул Мартін Мьоллер
- Вальдемар Мьоллер
- Франц Нахтегал
- Нільс Зігфред Небелонг
- Нільс Неєргард
- Роберт Ніргаард
- Мартін Андерсен-Нексе
- Оле Незер
- Генріетт Нільсен
- Лін Нільсен
- Пітер Нільсен
- Йохан Нільссон
- Генрік С. Ніссен
- Расмус Н'єруп
- Кім Норревіг
- Зігвальд Ольсен
- Ольга Отт
- Карл Отто
- Джозеф Оуен
- Ульріх Петер Овербі
- Holger Simon Paulli
- Андреас Полсен
- Густав Педерсен
- Вільгельм Педерсен
- Анна Петерсен
- Кнуд Арне Петерсен
- Крістіан Ульрік Адольф Плеснер
- Йохан Мартін Квіст
- C.C. Рафн
- Расмус Раск
- Лауріц Расмуссен
- E. Расмуссен Ейлерсен
- Луїза Равн-Хансен
- C.E. Рейх
- Ebbe Kløvedal Reich
- C.A. Райцель
- Генріх Анна Ревентлов-Крімініл
- Амді Ріс
- Йохан Крістіан Ріїсе
- Свенд Ріндом
- Фредерік Роде
- Еммері Рондал
- C.N. Rosenkilde
- J.F. підставка для троянд
- Карл Едуард Ротвітт
- Натася Саад
- Емілі Санном
- Рагнхільд Санном
- Йенс Август Шаде
- Пошкодження Virtus
- Анна Маргрете Шалл
- Клаус Шалл
- Генрік Шарлінг
- Ганс Шерфіг
- Пітер Шиннінг
- Готфрід Вільгельм Крістіан фон Шметтау
- Марінус Шнайдер
- Петер фон Шольтен
- Отто Шондель
- Юлій Шовелін
- Георг Людвіг фон дер Шуленбург
- Франс Шварц
- Йохан Адам Шварц
- Йоган Георг Шварц
- Клара Шенфельд
- Еммі Шенфельд
- Джузеппе Сібоні
- Йоакім Сковгаард
- P.C. Skovgaard
- Каспар Вільгельм Сміт
- Пер Зонне
- Petrine Sonne
- Андреас Шак Стінберг
- Япетус Стінструп
- Йоганнес Стінструп
- Ернст Вільгельм Стіболт
- Йоганна Стокмарр
- Едвард Сторм
- Майкл Струнге
- Хольгер Стрьом
- Теодор Штукенберг
- Вігго Штукенберг
- Крістіан Соренсен
- Джаз-Кей Соренсен
- Сьорен Сьоренсен
- Теодор Сьоренсен
- Торвальд Соренсен
- C.A.F. Томсен
- Емма Томсен
- Магдалена Торесен
- Йенс Йорген Торсен
- Йохан Клеменс Тоде
- Вільгельм Топсе
- Ден Турель
- Вільгельм Тведе
- Август Торслефф
- Нільс Уфер
- Георг Ульмер
- Жорж Ульмер
- Моріц Унна
- Єнс Валь
- Мартін Валь (1749—1804)
- Мартін Валь (1869-1946)
- Могенс Ванторе
- Фредерік Вермерен
- Марта Верн (1741 – 1812). меценат
- Мортен Верн
- Грегерс Вад
- Еугеніус Вармінг
- Дженс Уормінг
- Бен Вебстер
- Карл Вайтемейер
- Клеменс Веллер
- Каспар Вессель
- Едвард Вестерберг
- Йоганнес Відевельт
- Крістіан Педер Вінберг
- Антон Вільгельм Віге
- Michael Wiehe
- Карл Вінслоу
- Вільям Крістофер Зейзе
- Отто Ф. Зельтнер
- G.C. Цинк
- H.O.C. Цинк
- Жозефіна Зінк
- Людвіг Цінк
- Марі Зінк
- Отто Зінк
- Ганс Крістіан Ерстед